# Grancey-le-Château-Neuvelle
Grancey-le-Château-Neuvelle és un municipi francès, situat al departament de la Costa d'Or i a la regió de Borgonya - Franc Comtat. L'any 2007 tenia 266 habitants.

## Demografia

### Població
El 2007 la població de fet de Grancey-le-Château-Neuvelle era de 266 persones. Hi havia 112 famílies, de les quals 36 eren unipersonals (24 homes vivint sols i 12 dones vivint soles), 44 parelles sense fills, 24 parelles amb fills i 8 famílies monoparentals amb fills.
La població ha evolucionat segons el següent gràfic:
Habitants censats

### Habitatges
El 2007 hi havia 157 habitatges, 112 eren l'habitatge principal de la família, 31 eren segones residències i 14 estaven desocupats. 140 eren cases i 17 eren apartaments. Dels 112 habitatges principals, 80 estaven ocupats pels seus propietaris, 27 estaven llogats i ocupats pels llogaters i 5 estaven cedits a títol gratuït; 2 tenien dues cambres, 20 en tenien tres, 19 en tenien quatre i 71 en tenien cinc o més. 79 habitatges disposaven pel capbaix d'una plaça de pàrquing. A 52 habitatges hi havia un automòbil i a 47 n'hi havia dos o més.

### Piràmide de població
La piràmide de població per edats i sexe el 2009 era:
| Homes | Edats   | Dones |
| ----- | ------- | ----- |
| 0     | 95 o +  | 0     |
| 4     | 90 a 94 | 16    |
| 0     | 85 a 89 | 4     |
| 4     | 80 a 84 | 4     |
| 0     | 75 a 79 | 0     |
| 0     | 70 a 74 | 0     |
| 4     | 65 a 69 | 0     |
| 16    | 60 a 64 | 8     |
| 4     | 55 a 59 | 4     |
| 20    | 50 a 54 | 8     |
| 16    | 45 a 49 | 8     |
| 8     | 40 a 44 | 16    |
| 16    | 35 a 39 | 4     |
| 8     | 30 a 34 | 12    |
| 8     | 25 a 29 | 4     |
| 4     | 20 a 24 | 0     |
| 24    | 15 a 19 | 4     |
| 8     | 10 a 14 | 4     |
| 4     | 5 a 9   | 16    |
| 4     | 0 a 4   | 16    |

## Economia
El 2007 la població en edat de treballar era de 157 persones, 116 eren actives i 41 eren inactives. De les 116 persones actives 109 estaven ocupades (60 homes i 49 dones) i 7 estaven aturades (2 homes i 5 dones). De les 41 persones inactives 19 estaven jubilades, 7 estaven estudiant i 15 estaven classificades com a «altres inactius».

### Ingressos
El 2009 a Grancey-le-Château-Neuvelle hi havia 106 unitats fiscals que integraven 241 persones, la mediana anual d'ingressos fiscals per persona era de 16.716 €.

### Activitats econòmiques
Dels 19 establiments que hi havia el 2007, 1 era d'una empresa alimentària, 2 d'empreses de fabricació d'altres productes industrials, 3 d'empreses de construcció, 1 d'una empresa de comerç i reparació d'automòbils, 2 d'empreses de transport, 2 d'empreses d'hostatgeria i restauració, 1 d'una empresa financera, 1 d'una empresa immobiliària, 3 d'empreses de serveis, 2 d'entitats de l'administració pública i 1 d'una empresa classificada com a «altres activitats de serveis».
Dels 6 establiments de servei als particulars que hi havia el 2009, 1 era una gendarmeria, 1 oficina de correu, 1 fusteria, 1 lampisteria, 1 electricista i 1 perruqueria.
L'únic establiment comercial que hi havia el 2009 era una fleca.
L'any 2000 a Grancey-le-Château-Neuvelle hi havia 8 explotacions agrícoles que ocupaven un total de 1.128 hectàrees.

## Equipaments sanitaris i escolars
El 2009 hi havia 1 escola maternal integrada dins d'un grup escolar amb les comunes properes formant una escola dispersa i 1 escola elemental integrada dins d'un grup escolar amb les comunes properes formant una escola dispersa.

## Poblacions més properes
El següent diagrama mostra les poblacions més properes.